# 東京市電気局1471形電車
東京市電気局1471形電車（とうきょうしでんききょく1471がたでんしゃ）とは、1915年（大正4年）に登場した東京市電気局（現・東京都交通局）の路面電車車両である。東京市電ではほぼ同一設計の1854形・1954形と合わせて通称記号『ホヘサ』と呼称された。
本項ではこれら3形式と同一設計の2200形、および後年の改造形式である1400形についても説明する。

## 概要
東京市電1371形電車『ホヘ九』の設計を小改修した中型の木造ボギー電車。通称名のホヘサは「ボギー車（ホ）」「ベスティビュール付き（ヘ）」「大正三年式（サ）」の略であり、設計そのものは前年に完了していた。1915年から1919年までの4年間に1471 - 1652の182両が製造されている。
製造は全車が東京市電気局浜松町工場の手による。
外観は1121形電車『ホヘ八』以来続く二重屋根と前面窓（ベスティビュール）を備え、デッキ部が吹きさらしの東京市電の木造ボギー車のスタイルを踏襲しているが、在来車にくらべて側面窓端部の板張り部分の拡張とそれに伴う側面窓の狭幅化がなされ、また二重屋根部分の背丈が低くなり二重屋根側面にあったベンチレータが撤去されているのが特徴である。内装は在来ボギー車と変わらないものの、1471 - 1481では就役当初車両中央部の座席が4人がけクロスシートを4組備えた配置であった。しかし1471号を除く全車が全席ロングシートに戻されている。
走行機器は在来車同様にゼネラル・エレクトリック社製の直接制御器と舶来のブリル27GE-1台車、制動機器には手ブレーキを装備使用している。1471 - 1481ではクロスシートと同様に試験的に東京市電初の空気ブレーキを採用したが、故障が多発し満足な成果が得られなかったことから後に手ブレーキへと換装された。1526号車以降の車両では台車・制御機器ともに国産のものを採用するようになり、これ以降の増備車は台車に電気局設計のD-1・D-2台車、制御機器には国内電機メーカー製の制御器を使用するようになった。
また後年になってトロリーポールを中央一対から両車端部に一対ずつ配置する改造を受ける。
1471形は年々増え続ける乗客の対応として増備が行われたが、第一次世界大戦に伴う好況下での市電の殺人的混雑への対応を喫緊の課題とした東京市電気局は1471形の製造を打ち切り、以降はより乗客を詰め込むことが出来る三扉構造の大型車1653形電車「ホヘ中」の大量増備に踏み切るのであった。

### 1854形
1921年に増備されたタイプの『ホヘサ』。第一次世界大戦の終戦による好況鎮静が原因で乗客数が減少に転じ大型車の増備の必要が減り、また1653形が台枠に重大な構造的欠陥を抱えていたことなどから、東京市電気局は1653形の増備を打ち切って信頼性の高い「ホヘサ」を再生産することとした。製造は1921年の1年のみだが、1854 - 1953までの100両が製造されている。製造には電気局浜松町工場に加えて天野工場と梅鉢鉄工所が参加している。
車体の違いは1471形との違いは立席乗客が66人から76人に増加したことと、1653形にならってトロリーポールが中央の一対のみから両車端部に一対ずつ配置されるようになった。台車は1653形に準じてブリル76E-1及びボールドウィン式の台車を履いたが、ロックフェンダー式救助網や空気ブレーキなどの革新的な機構は採用されなかった。

### 1954形
1922年に増備されたタイプの『ホヘサ』。1954 - 2103の150両が純増された他に、1921年8月18日の電気局浜松町工場火災で焼失した1371形13両と1471形6両の代車として同型の車体を有した復旧車が製造されている。製造は電気局浜松町工場、日本車両製造、梅鉢鉄工所、藤永田造船所が担当している。
この形式からダッシュボードが木造から鋼板張りに変更され、当時東京市電で問題となっていた乗客の車外乗車対策として車端部にアンチクライマーが設けられ、それに伴い従来車にくらべて全長が200mm延長されている。またこの形式からトロリーリトリバーが装備されるようになった。台車には電気局が新規設計したD-4台車を採用している。
1920年代ともなると旧態依然とした設計の『ホヘサ』はすでに陳腐化が著しく、路面電車の技術発展に取り残されていた感が否めなかった。東京市電でも完全な新型車導入の運びとなり長らく増備の行われた『ホヘサ』は2103号をもって製造が打ち切られ、翌年からは連番付番と形式通称を廃し、低床台車と直通空気ブレーキを装備した新形式の3000形が製造されるようになった。

### 2200形
1923年9月1日の関東大震災とそれに伴う火災で東京市電は多数の車両を喪失し、その穴埋めとして翌1924年に緊急増備された『ホヘサ』タイプの車体を持つ車両である。2201 - 2250の50両が製造された。
製造は関東大震災の影響を受けることがなかった大阪の梅鉢鉄工所と藤永田造船所に一任されている。
東京市電では既に3000形の増備が始まっていたが、大量の車両の確保が急務であったことから3000形より安価で製造も手慣れていた『ホヘサ』に白羽の矢が立った。設計は大部分が1954形に準ずるが、乗客定員を86名(座席38名)に増加させ、ヘッドライトを従来車のダッシュボード埋込み式から突出式に変更している。

## 震災後から昭和期
東京市電気局は関東大震災と1925年8月の電気局芝浦工場の火災で『ホヘサ』だけでも163両を焼失し、1号から連番で振られた3000形以前の車両の番号は大正末期になると歯の欠けた櫛のような有様を呈していた。このため1925年10月から電気局は連番車号車の改番を施行。『ホヘサ』のうち1471形は1121形・1371形と共に1000形にまとめられ、1854形は1300形。1954形と1371形復旧車及び2200形は1500形へと改番が行われている。
1927年に空気ブレーキを装備し救助網をロックフェンダー式ストライカーに換装する更新改造を全車が受け、詳しい時期は不明だが1930年代には1000形と1300形へのトロリーリトリバーの設置とダッシュボード上に尾灯が追加装備される。1000形の最終車である1294号(旧1471号・クロスシート装備車)は後者の改造を受けることなく教習車として使用されるようになる。
1930年代には殆どの『ホヘサ』は城東の三ノ輪・柳島・錦糸堀の三車庫に配備されていた。
1930年代に入ると旧『ホヘサ』でも若番の車両には老朽化が目立つようになり、事故廃車なども含めて1932年から1939年までに1000形・1300形の多くが廃車されている。廃車の際に発生した電装品やブリル製の高床台車は新1000形と新1200形に再利用された。前二形式の廃車を免れた車両や1500形も、1930年代末期には新1000形・新1200形などの台頭によってほとんど休車状態にあった。特異な経歴を辿った車両が1262号で、廃車後に側面窓を片側12枚の狭幅窓から6枚の広幅窓にする改造を受けた後、1262→1368(2代目)→1632(2代目)と三度も非公式に番号を替えて生き残った。
1941年12月に太平洋戦争が始まって以降も使用されることは少なく、後述の1400形に改造された車両を除けば残存車の殆どが休車扱いであった。1945年5月25日の東京空襲で青山車庫に休車として留置されていた1500形15両と記念車として保存されていた1294号が焼失したほかは戦災廃車は無かった。
戦後の1945年11月に戦災車15両と川崎市電に譲渡される5両が車籍抹消。翌1946年7月に新たに3両が川崎市電譲渡に伴い車籍が抹消された。
同年12月にまでに2両が1400形へ改造、残る70両が廃車され、東京都電のオープンデッキ構造のボギー車の歴史に幕を下ろした。

## 1400形
1942年に残存していた1300形の車体を改造し、オープンデッキ部に引戸を設けて別形式としたもの。全長が引戸増設分だけ延長されている。
太平洋戦争中には1942年に4両、1943年に6両の計10両が製造され、全車が三ノ輪車庫に配備された。戦災により1406号と1408号が半焼したが後に復旧。1404号が1500形の替わりに川崎市電へ譲渡。1946年末に1500形の1613号、1612号がそれぞれ1411、1412→1404(2代目)に改番された。
戦後は巣鴨車庫へと移ったものの、戦後の混乱に加えて種車が製造後30年の木造車であったことも災いし老朽化が激しく、1947年末にはすでに4両がラッシュ時に稼働するのみとなっていた。結局1948年に全車が廃車。1401、1403、1406が川崎市電に譲渡された他、教習車として使用する話のあった1両が交通局芝浦工場に残されていたが結局撤回され、鋼製3000形へ改造。東京市電の一大勢力をなした『ホヘサ』の系譜の終焉を飾った。